# Revital Swid
Revital Swid, hebrejsky רויטל סויד‎‎ (* 17. srpna 1967 Chadera) je izraelská politička, poslankyně Knesetu za Sionistický tábor.

## Biografie
Je věřící židovkou. Žije ve městě Ra'anana. Je vdaná, má čtyři děti. V roce 2015 se uvádí, že po 23 let již působí jako advokátka. Získala bakalářský i magisterský titul v oboru práva na Bar-Ilanově univerzitě. Předsedala odboru trestních záležitostí při Izraelské advokátské komoře v telavivském distriktu a byla členkou poradního sboru pro výběr soudců. Vlastní advokátní kancelář, která mj. zastupovala příslušníky izraelské mafie. V roce 2008 byla advokátkou v procesu s Ronnie Ronem and Marií-Charlotte Pizemovou pro vraždu čtyřleté Rose Pizemové. Dobrovolně zastupovala i některé oběti násilných a sexuálních zločinů. Externě vyučuje na soukromé právní škole Miklelet Ša'arej mišpat a působí jako právní konzultantka pro několik soukromých společností. Je označována na nábožensky orientovanou feministku.
Ve volbách v roce 2015 byla zvolena do Knesetu za Sionistický tábor (aliance Strany práce a centristické strany ha-Tnu'a).